# Premio Kenneth O. May
El Premio y la medalla Kenneth O. May  en Historia de la matemática es un galardón concedido por la International Commission on the History of Mathematics (ICHM) "para el estímulo y la promoción de la historia de las matemáticas a nivel internacional".
Fue establecido en 1989 y nombrado en memoria del matemático estadounidense Kenneth O. May, fundador de la ICHM.  Desde entonces, el galardón se entregan cada cuatro años, durante el congreso de la ICHM.  

## Galardonados
- 2017: Eberhard Knobloch[2]
- 2013: Menso Folkerts y Jens Høyrup[3]
- 2009: Ivor Grattan-Guinness y Radha Charan Gupta[4]
- 2005: Henk J. M. Bos
- 2001: Ubiratàn D'Ambrosio y Lam Lay Yong
- 1997: René Taton
- 1993: Christoph Scriba y Hans Wussing
- 1989: Dirk Struik y Adolph P. Yushkevich